# Scopula oxystoma
Scopula oxystoma är en fjärilsart som beskrevs av Louis Beethoven Prout 1929. Scopula oxystoma ingår i släktet Scopula och familjen mätare. Inga underarter finns listade.